# Шашкова-Знаменська Ірина Василівна
Ірина Василівна Шашкова-Знаменська (нар. 1 жовтня 1918, Харків — пом. 10 серпня 1987, Харків)  — українська бібліографка, книгознавиця, дослідниця книжкових пам'яток, поетка. Співробітниця Харківської державної наукової бібліотеки ім. В. Г. Короленка. Вважається, що Шашкова відродила традицію «потаємної» громадянської лірики.

## Родина
Ірина Шашкова народилася 1 жовтня 1918 року в Харкові. Мати Єлизавета Петрівна закінчила медичний факультет Харківського університету, а потім багато років працювала у медичних закладах Харкова.
Батько Василь Порфирійович, юрист за фахом, викладав у Харківському залізничному технікумі (пізніше — Інститут інженерів транспорту) та працюв в Управлінні Південною залізниці. Володів кількома іноземними мовами й був літературно обдарованою людиною: писав ліричні вірші та казки. Їх домашня бібліотека складалася з великої кількості видань російською, українською, французькою та німецькою.
З дитинства Ірина багато читала зарубіжних класиків в оригіналі.
Подальше життя Ірини Шашкової пройшло під впливом трагічних подій в її родині: її батька заарештували 7 вересня 1937 року та того ж року розстріляли. Матір, як члена родини «ворога народу», — заарештували 19 червня 1938 року.
Після повернення із заслання мати померла 30 квітня 1950 року, а батько був реабілітований посмертно 17 вересня 1957 року.
1940 року Ірина Шашкова бере шлюб з Всеволодом Володимировичем Знаменським, в майбутньому — лікарем-психіатром. Але цей шлюб виявився неміцним. Доньку Тетяну, 1944 року народження, вона виховувала сама.
Узявши прізвище чоловіка, Ірина Василівна залишалася за радянським паспортом Знаменською, але, зберігаючи вірність пам'яті репресованих батьків, підписувала свої вірші, фотопортрети, листи й книги з особистого зібрання своїм дошлюбним прізвищем.
Таким чином, Ірина Шашкова — її літературне ім'я.

## Життєпис
1936 року Ірина Шашкова вступила на російське відділення літературно-лінгвістичного факультету Харківського університету.
Після арешту та розстрілу батька на студентських зборах Шашкова відмовилась визнати його «ворогом народу», за що була виключена з університету. Але пізніше Шашкову було поновлено в університеті, який вона закінчила в 1941 році.
Під час Другої світової війни знаходилась в евакуації під Тулою, де працювала вчителькою в Петелінській середній школі (1942—1943).
Повернулася до Харкова після його визволення. У березні 1944 року стала співробітницею відділу обробки літератури Харківської державної наукової бібліотеки ім. В. Г. Короленка.
У червні 1945 року Шашкову було переведено до відділу стародруків і рідкісних книг, де вона працювала до виходу на пенсію в 1974 році.
Ірина Шашкова стала книгознавицею і бібліографкою, дослідницею книжкових пам'яток різних епох. За її ініціативою та безпосередньою участю було створено чимало бібліотечних колекцій.
Вона є однією з провідних авторів корпусу наукових описів видань XV—XVIII ст. давньогрецькою, латинською, церковнослов'янською, іншими давніми та сучасними мовами. Ці описи складають основу сучасного карткового хронологічного каталогу стародруків і рідкісних видань ХДНБ, структуру якого було розроблено Маргаритою Габель за участю Ірини Знаменської.
Ірина Шашкова освоїла також такі історичні та філологічні дисципліни, як палеографія та археографія, дослідила десятки давньо-руських і староукраїнських рукописних книг, які надійшли до фондів бібліотеки з державних зібрань та приватних колекцій.
Серед бібліотечних колег Шашкової були її близькі подруги, адресатки багатьох її віршів: Маргарита Орестівна Габель, кандидатка філологічних наук, літературознавиця, бібліографка, перша завідувачка відділом стародруків і рідкісних книг Харківської державної наукової бібліотеки ім. В. Г. Короленка; Віра Трамбицька, вчена секретарка бібліотеки та водночас викладачка Харківського бібліотечного інституту, у 1950—1954 рр. репресована; Інна Сергіївна Гончарова, найближча подруга та товаришка І. Шашкової по навчанню в університеті, яка 1937 року на студентських зборах голосувала проти її виключення. Саме вона, на прохання Шашкової, зберігала її рукописи під час особливої зацікавленості до них з боку КДБ у 1970-х роках.
Харків'янку Ірину Шашкову за життя знали як скромну працівницю бібліотеки імені Короленка: бібліографку, книгознавицю. Про її поезії знало лише вузьке коло рідних і друзів. Вона є авторкою чудових ліричних віршів, а також громадянської лірики.
Твори Ірини Шашкової жодного разу не були опубліковані за її життя.

## Поетична творчість
Вірші Ірина Шашкова-Знаменська писала виключно російською. Відомі лише кілька її українських поезій. При формуванні її як поетеси великий вплив мали класичні форми російської поезії 19 століття, модерністської поетики Блока, Ахматової, Єсеніна, Пастернака, Маяковського.
Лірика Ірини Шашкової другої половини 1930-х і подальших десятиліть стала новітнім літописом, авторка якого розповідає про свій час дуже чесно та сміливо.
Ще під час сталінського терору Шашкова були написала десятки віршів, що викривали людиноненависницьку політику, кремлівського «вождя».
1949 року написала вірш «Родина», де засуджує антисемітські настрої, що тоді охопили країну.
Політичні цикли віршів 1951—1952 років — це внутріше протистояння авторки сталінізму.
Окремі цикли віршів Шашкова присвятила батькові та подрузі-каторжанці Вірі Трамбицькій. Є вірші, присвячені сталінським «спецхранам»-бібліотекам.
У 1952 році Ірина Шашкова розпочала поему «Летопись», присвячену Голодомору 1932—1933 років в Україні. Через 10 років знову повернулася до цієї теми, але поема залишилася незакінченою.
У 2005 році вийшла перша поетична збірка Ірини Шашкової «Пламя на ветру. Избранные стихотворения». Упорядник видання Ігор Лосієвський (колега Ірини Шашкової по роботі в бібліотеці, доктор філології). Більшість поезій цієї збірки опубліковано вперше.
Складається збірка з любовної лірики Шашкової (1934—1961) — перший розділ. До другого розділу увійшло 73 поезій (1938—1984) під назвою «Запретная речь». Серед тем, що підіймає авторка — вигнання кримських татар, яке Шашкова сприймала як власну трагедію та ганьбу.
Також болем, соромом та гнівом відбилися в поезіях Шашкової Угорщина 1956-го та Чехословаччина 1968 років, цькування і смерть Пастернака, доля Ахматової.
Літературознавиця Елеонора Соловей написала про Ірину Шашкову: «Вражає гострота і безстрашність мислення цієї жінки: вона воліла правду, хоч би якою невтішною та правда була».